# Hans Veigl

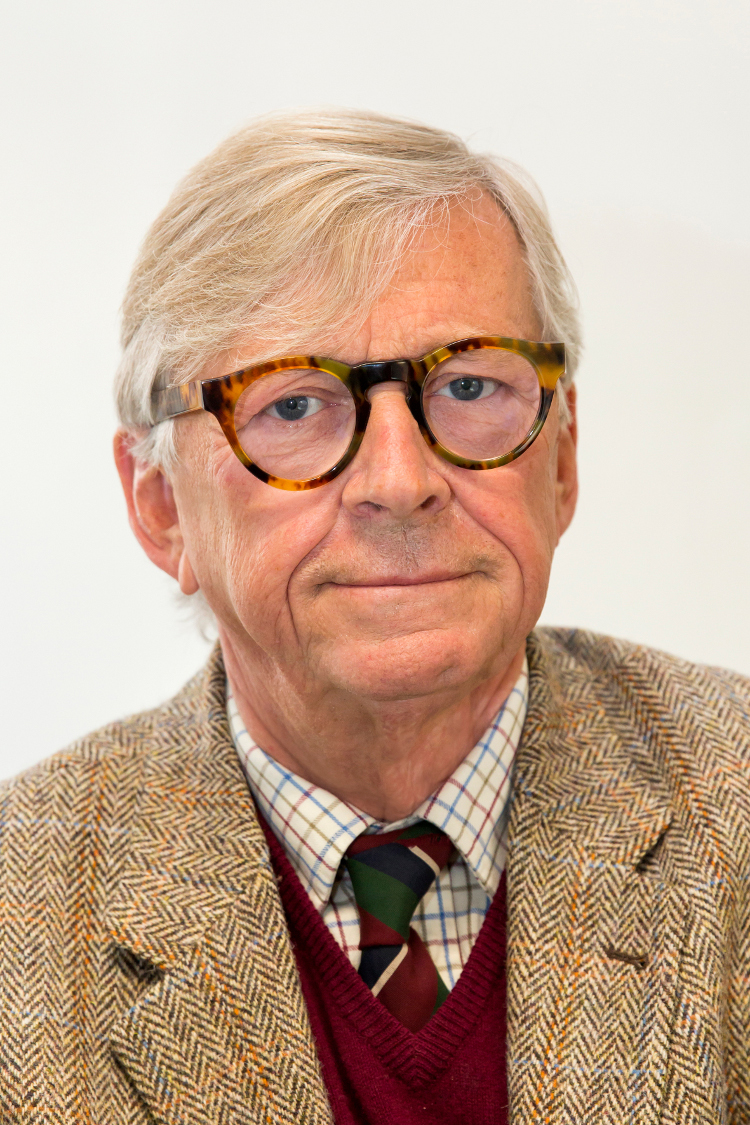
Hans Veigl (2019)

Hans Veigl (* 26. Februar 1948 in Hainburg an der Donau) ist ein österreichischer Autor.

## Leben
Hans Veigl studierte Philosophie und Europäische Ethnologie an der Universität Wien und schloss seine Studien mit Mag. Dr. phil. ab. Seit 1983 ist er freier Schriftsteller. Schwerpunkte seiner Tätigkeit sind Kulturgeschichte und Kulturtheorie, Populär- und Alltagskultur.
Veigl arbeitete als freier Journalist, Dramaturg, Verlagslektor, Ausstellungskurator und Lehrbeauftragter an den Universitäten Wien und Graz. Daneben Beiträge für Zeitungen und Zeitschriften, zahlreiche Sendungen für Ö1 (Radiokolleg, Contra), Vorträge, Mitautor des Theaterstücks „Die fröhliche Apokalypse“ (Wiener Festwochen 1980, Regie: Dieter Haspel), Bühnenbearbeitungen und Übersetzungen (Schauspielhaus Wien), mehrmals Mitarbeit bei der Musikgruppe „Schmetterlinge“ („Verdrängte Jahre – Eine Collage über die Zwischenkriegszeit nach Szenen und Texten von Jura Soyfer“, Wiener Festwochen-Produktion 1980; „Die letzte Welt“, Ruhrfestspiele Recklinghausen 1981), auch mehrjährige Lektoratstätigkeit an der Textausgabe mehrerer Bände von „Ludwig Wittgenstein, Wiener Ausgabe“ am Wittgenstein Archive, Cambridge, UK.
Hans Veigl ist Mitglied der GAV und der IG Autorinnen Autoren. Seit 1999 Vorstandsmitglied des Österreichischen Kabarettarchivs und in dieser ehrenamtlichen Funktion an Aufbau und Bestandssicherung dieser Institution beteiligt.

## Publikationen
- Lachen im Keller. Von den Budapestern zum Wiener Werkel. Kabarett und Kleinkunst in Wien. Löcker, Wien 1986.
- Lachen im Keller. Kabarett und Kleinkunst in Wien 1900 bis 1945 (= Kulturgeschichte des österreichischen Kabaretts. Band 1). Stark erweiterte und verbesserte Neuauflage. Österreichisches Kabarettarchiv, Graz 2013, ISBN 978-3-9501427-2-3.
- Wiener Kaffeehausführer. Kremayr & Scheriau, Wien 1989. (Neuauflage: 1994, ISBN 3-218-00587-6)
- Die 50er und 60er Jahre. Geplantes Glück zwischen Motorroller und Minirock. Ueberreuter, Wien 1996, ISBN 3-8000-3629-0.
- Alltag im Krieg. Wien 1939–1945. Bombenstimmung und Götterdämmerung. Ueberreuter, Wien 1998, ISBN 3-8000-3708-4.
- Die wilden zwanziger Jahre. Alltag zwischen den Kriegen. Ueberreuter, Wien 1999, ISBN 3-8000-3743-2.
- Morbides Wien. Die dunklen Bezirke der Stadt und ihrer Bewohner.[6] Böhlau Verlag, Wien/Köln/Weimar 2000. (Erweiterte und verbesserte Neuauflage 2014, ISBN 978-3-205-79576-6)
- Karl Farkas und die Zeit zwischen den Kriegen. Gereimtes & Ungereimtes., von Hans Veigl (Herausgeber), Verlag des Österreichischen Kabarettarchivs, Graz 2021, ISBN 978-3-9504628-1-4
- Entwürfe für ein Grünbaum-Monument. Fritz Grünbaum und das Wiener Kabarett. Österreichisches Kabarettarchiv, Graz/Wien 2001, ISBN 3-9501427-0-3.
- Wittgenstein in Cambridge. Auf den Spuren einer Lebensform. Holzhausen, Wien 2004, ISBN 3-85493-073-9.
- Der Friedhof zu St. Marx. Eine letzte biedermeierliche Begräbnisstätte in Wien. Böhlau Verlag, Wien/Köln/Weimar 2006, ISBN 3-205-77389-6.
- Einzelgänger & Exzentriker. Außenseiter wider den Zeitgeist. Böhlau Verlag, Wien/Köln/Weimar 2008, ISBN 978-3-205-77710-6.
- Tränen und Gelächter. Kleinkunst im Wiederaufbau. Unter Mitarbeit von Iris Fink. Österreichisches Kabarettarchiv, Straden 2009.
- Mit Goethe im Nacht-Cabaret. Egon Friedell zwischen Kleinkunst und Kulturgeschichte. Österreichisches Kabarettarchiv, Graz 2013, ISBN 978-3-9501427-3-0.
- Galgenhumor. Kleine Kunst im Großen Krieg. Ein Beitrag zur k. k. Unterhaltungskultur 1914 bis 1918. Unter Mitarbeit von Iris Fink. Österreichisches Kabarettarchiv, Graz 2014, ISBN 978-3-9501427-4-7.
- Walter Kleindel, Hans Veigl: Das große Buch der Österreicher. 4500 Personendarstellungen in Wort und Bild. Kremayr & Scheriau, Wien 1987, ISBN 3-218-00455-1.
- Allan Janik, Hans Veigl: Wittgenstein in Wien. Ein biographischer Streifzug durch die Stadt und ihre Geschichte. Englische Ausgabe: Wittgenstein in Vienna. A Biographical Excursion Through the City and ist History. Wien/New York 1998, Neuauflage 2003.[7]
- Iris Fink, Hans Veigl: Des Sängers Fluch. Am 16. November 1901 eröffnete Felix Salten das „Jung-Wiener Theater zum lieben Augustin“. Österreichisches Kabarettarchiv, Graz/Wien 2001. (3. verb. Auflage. 2008)
- Iris Fink, Hans Veigl: Verdrängte Jahre. Unterhaltungskultur im Schatten der Krisen. Ausstellungsdokumentation. Österreichisches Kabarettarchiv, Straden 2008.
- Iris Fink, Hans Veigl: Bronner, Merz, Qualtinger & Co. Ein namenloses Erfolgsensemble in den 50er Jahren. Österreichisches Kabarettarchiv, Straden 2010.
- Iris Fink, Hans Veigl: „… und Lachen hat seine Zeit“. Kabarett zwischen Wiederaufbau und Wirtschaftswunder. Kleinkunst in Österreich 1945–1970 (= Kulturgeschichte des österreichischen Kabaretts. Band 2). Österreichisches Kabarettarchiv, Graz 2016, ISBN 978-3-9501427-7-8.[8]
- Hans Veigl: Fritz Grünbaum und das Wiener Kabarett. Biographie & Lesebuch. Verlag des Österreichischen Kabarettarchivs, Graz 2019, ISBN 978-3-9504628-8-3.

## Publikationen (als Herausgeber)
- Böhm’s Lachendes Lexikon. Kremayr & Scheriau, Wien 1983, Neuauflagen 1985, 1991ff. ISBN 3-218-00382-2.
- Lukas Resetarits: Rekapituliere. 10 Programme und 1. Kremayr & Scheriau, Wien 1987. (Neuauflage: 1997, ISBN 3-218-00778-X)
- Karl Farkas: Ins eigene Nest. Kremayr & Scheriau, Wien 1988, Neuauflagen 1989, 1991ff.
- Armin Berg: Der Mann mit dem Überzieher. Kremayr & Scheriau, Wien 1990, ISBN 3-218-00522-1.
- Lokale Legenden. Wiener Kaffeehausliteratur. Kremayr & Scheriau/Carl Hanser Verlag, Wien/München 1991, ISBN 3-218-00530-2.
- Fritz Grünbaum: Der leise Weise. Kremayr & Scheriau, Wien 1992, ISBN 3-218-00552-3.
- Luftmenschen spielen Theater. Jüdisches Kabarett in Wien 1890–1938. Kremayr & Scheriau, Wien 1992, ISBN 3-218-00539-6.
- Gscheite & Blöde. Doppelconférencen. Kremayr & Scheriau, Wien 1993. (Neuauflage: 1995, ISBN 3-218-00571-X)
- Nachtlichter. Sezessionistisches Kabarett. Kremayr & Scheriau, Wien 1993, ISBN 3-218-00578-7.
- Bombenstimmung. Das Wiener Werkel. Kabarett im Dritten Reich. Kremayr & Scheriau, Wien 1994, ISBN 3-218-00581-7.
- Weit von wo. Kabarett im Exil. Kremayr & Scheriau, Wien 1994, ISBN 3-218-00592-2.
- Karl Farkas: „Hut auf“. Gereimtes und Ungereimtes. Amalthea Signum Verlag, Wien/München 2000, ISBN 3-85002-443-1.
- Wir sind so frei …. Texte aus Kabarett und Kleinkunst zwischen Wiederaufbau und Wirtschaftswunder. NP Buchverlag, St. Pölten/Salzburg 2005, ISBN 3-85326-392-5.
- Verbannt, Verbrannt, Vergessen und Verkannt. Kurzbiographien zum Thema Verfolgung und Vertreibung österreichischer Kabarett- und Kleinbühnenkünstler 1933–1945. Unter Mitarbeit von Iris Fink. Graz 2012, ISBN 978-3-9501427-1-6.
- Karl Kraus: Die demolirte Literatur. Herausgabe und Kommentar. (= Allotria. 1). Österreichisches Kabarettarchiv, Graz 2016, ISBN 978-3-9501427-5-4.
- Oesterreichischer Parnass, bestiegen von einem heruntergekommenen Antiquar. Frey-Sing bei Athanasius & Comp. o. J. (1842). Ein freimütiges Pamphlet über Österreichs Literaten im Vormärz.[9] Herausgabe und Kommentar (= Allotria. 2). Österreichisches Kabarettarchiv, Graz 2016, ISBN 978-3-9501427-6-1.
- Pierre Genée, Hans Veigl: Fritz Grünbaum. Die Schöpfung und andere Kabarettstücke. Mit einem Vorwort von Georg Kreisler. Löcker, Wien 1984. (Neuauflage 1985)
- Pierre Genée, Hans Veigl: Fritz Grünbaum. Die Hölle im Himmel und andere Kleinkunst. Mit einem Vorwort von Bruno Kreisky. Löcker, Wien 1985.
- Ernst Grissemann, Hans Veigl: Testbild, Twen und Nierentisch. Unser Lebensgefühl in den 50er Jahren. Böhlau Verlag, Wien/Köln/Weimar 2002, ISBN 3-205-99382-9.
- Willi Resetarits, Hans Veigl: Beatles, Bond und Blumenkinder. Unser Lebensgefühl in den 60er Jahren. Böhlau Verlag, Wien/Köln/Weimar 2003, ISBN 3-205-77104-4.
- Iris Fink, Hans Veigl: Lukas Resetarits. „Es ist bitte Folgendes …“. Mit einem Vorwort von Franz Schuh. Kremayr & Scheriau, Wien 2007, ISBN 978-3-218-00778-8.
- Hans Veigl: Karl Farkas und die Zeit zwischen den Kriegen. Gereimtes & Ungereimtes., Verlag des Österreichischen Kabarettarchivs, Graz 2021, ISBN 978-3-9504628-1-4

## Weitere Publikationen
- Nicht Gnade sondern Recht. Sozialpolitik seit 1848 im Spiegel von Kunst, Kultur und Medien. Ausstellungskatalog. Wien 1989.
- Des Sängers Fluch. Anmerkungen zu Felix Saltens Jung-Wiener Theater zum lieben Augustin. In: Reinhard Farkas (Hrsg.): Musiktheater um die Jahrhundertwende. Wien-Budapest um 1900. Böhlau Verlag, Wien/Köln 1990.
- Carl Merz. In: Neue Deutsche Biographie. Band 17. Duncker & Humblot, Berlin 1994.
- Sendung und Auftrag. Volkskultur zwischen Volksmusik und Volkstumsideologie in den Programmen der RAVAG und des Reichssenders Wien 1924–1945. In: Relation. Jahrgang 3, Nr. 1 und 2. Wien, Verlag Österreichische Akademie der Wissenschaften, Wien 1996.
- Hinter den Spiegeln: Österreichische Identität zwischen Möglichkeits- und Wirklichkeitssinn. Bemerkungen zur Konstituierung nationalen Selbstgefühls. In: Nikola Langreiter, Klara Löffler (Hrsg.): 1. April 2000. Anmerkungen zu einer Filmsatire (= Edition Film und Text. 2). Filmarchiv Austria, Wien 1999.
- Der Weltuntergang als Wiener Gesamtkunstwerk. Apokalyptische Abschiedsprophezeiungen, apriorische Abgrundstimmungen und antisemitische Ausblicksutopien rund um die ästhetische Moderne. In: Guntram Geser, Armin Loaker (Hrsg.): Die Stadt ohne Juden (= Edition Film und Text. 3). Filmarchiv Austria, Wien 2000.
- Die Verlässlichkeit der Vergesslichkeit. Kabarett zwischen Wiedergutmachung, Wiederaufbau und Wirtschaftswunder. In: Marcus G. Patka, Alfred Stalzer (Hrsg.): Die Welt des Karl Farkas (= Wiener Persönlichkeiten. Band II). Katalog zur Ausstellung des Jüdischen Museums der Stadt Wien. Holzhausen, Wien 2001.
- Karl Kraus, Wiener Moderne und das Wiener Kabarett nach der Jahrhundertwende. „Hundert Jahre Kabarett zwischen Protest und Propaganda. Zur Inszenierung gesellschaftlicher Identität“. In: Joanne M. McNally, Peter Sprengel (Hrsg.): Hundert Jahre Kabarett. Königshausen & Neumann, Würzburg 2003.
- Jugend in Schranken. Die „Halbstarken“-Problematik der fünfziger Jahre im Urteil des Wiener Humors. In: Arnold Klaffenböck u. a. (Hrsg.): Quasi ein Genie. Helmut Qualtinger (1928–1986). Deuticke Verlag, Wien 2003.